# ジョージワシントン
ジョージワシントン (George Washington) とはアイルランドの競走馬、種牡馬である。2006年の2000ギニーやクイーンエリザベス2世ステークスなどに優勝した。世界の競馬界でゴドルフィンと肩を並べる勢力を持つクールモアの所有馬。生産者はケンタッキーダービー馬バーバロと同じ。

## 経歴

### 2歳・3歳時
2005年5月1日にニューマーケット競馬場のメイドン（未勝利戦）でデビューした。このレースでは3着に終わったが、3週後のメイドンを快勝し、続くG2のレイルウェイステークスにも勝った。そしてG1のフィーニクスステークスに出走すると、スタートのときわずかに妨害を受けたが、同じ厩舎のアマデウスモーツァルトに8馬身差をつけて圧勝した。さらにG1のナショナルステークスでは1番人気に応えて勝利した。その後デューハーストステークスに向かうとされたが、馬場状態が合わないとしてレース直前になって回避した。2005年のカルティエ賞では最優秀2歳牡馬に選出された。
3歳の緒戦として2000ギニーに出走したジョージワシントンは、のちのエプソムダービー馬サーパーシーなどを抑えて1番人気に支持され、2着サーパーシーに2馬身2分の1差をつけて快勝した。しかし続くアイリッシュ2000ギニーでは、不良馬場のため2000ギニーで4着だったアラーファアラーファに負けて2着だった。このレースのあとに筋肉痛のため休養する。G2のセレブレーションマイルで復帰し、それまで主戦を務めていたキーレン・ファロンからマイケル・キネーンに騎手が乗り替わったが、スタートで出遅れたせいもあり3着。そのあとクイーンエリザベス2世ステークスに出走した。レースではペースメーカーとして出走したイワンディニソヴィッチとランフランコ・デットーリが騎乗したゴドルフィン所属のリブレティストが接触する場面があったなか、1馬身4分の1差で勝利した。
クイーンエリザベス2世ステークスのあと、種牡馬としての価値を高くしようとするクールモア側の意向によってブリーダーズカップ・マイルではなくブリーダーズカップ・クラシックに出走することになった。しかしレースでは直線でいつもの勢いがなくインヴァソールの6着に終わった。それでもヨーロッパ（欧州）での活躍が評価され、2006年度のカルティエ賞では最優秀3歳牡馬に選出された。

### 引退・現役復帰
ブリーダーズカップ・クラシックのあとに引退し、クールモアスタッドで種牡馬となることが決まった。初年度の種付け料は6万ユーロとされていた。しかしその後生殖能力に問題があることが明らかになり、競走馬に復帰した。

### 4歳時
復帰戦は2007年6月のクイーンアンステークスだったが4着に終わった。続くエクリプスステークスではエプソムダービー馬オーソライズドとの対戦が実現したが、最後の直線で1頭だけ外ラチに沿って走ったノットナウケイト、さらにオーソライズドとの叩き合いに敗れて3着だった。続くムーランドロンシャン賞でも3着と敗れた。
その後、10月のブリーダーズカップ・クラシックに出走するも、最後の直線で重度の故障を発症し、競走を中止。安楽死処分となった。

### 競走成績
| 出走日     | 競馬場             | 競走名                 | 格 | 距離    | 着順 | 騎手           | 着差      | 1着（2着）馬     |
| ---------- | ------------------ | ---------------------- | -- | ------- | ---- | -------------- | --------- | ---------------- |
| 2005.05.01 | ニューマーケット   | メイドン               |    | 芝5f    | 3着  | K.ファロン     | 1 1/2馬身 | League Champion  |
| 2005.05.22 | カラ               | メイドン               |    | 芝6f    | 1着  | K.ファロン     | 2馬身     | (Global Wings)   |
| 2005.06.26 | カラ               | レイルウェイS          | G2 | 芝6f    | 1着  | K.ファロン     | 3/4馬身   | (Amigoni)        |
| 2005.08.07 | カラ               | フィーニクスS          | G1 | 芝6f    | 1着  | K.ファロン     | 8馬身     | (Amadeus Mozart) |
| 2005.09.18 | カラ               | ナショナルS            | G1 | 芝7f    | 1着  | K.ファロン     | 2馬身     | (Golden Arrow)   |
| 2006.05.06 | ニューマーケット   | 2000ギニー             | G1 | 芝8f    | 1着  | K.ファロン     | 2 1/2馬身 | (Sir Percy)      |
| 2006.05.27 | カラ               | 愛2000ギニー           | G1 | 芝8f    | 2着  | K.ファロン     | 2馬身     | Araafa           |
| 2006.08.27 | グッドウッド       | セレブレーションマイル | G2 | 芝8f    | 3着  | M.キネーン     | 1 1/4馬身 | Caradak          |
| 2006.09.23 | アスコット         | QE2世S                 | G1 | 芝8f    | 1着  | M.キネーン     | 1 1/4馬身 | (Araafa)         |
| 2006.11.04 | チャーチルダウンズ | BCクラシック           | G1 | D10f    | 6着  | M.キネーン     | 7馬身     | Invasor          |
| 2007.06.19 | アスコット         | クイーンアンS          | G1 | 芝8f    | 4着  | M.キネーン     | 1/2馬身   | (Ramonti)        |
| 2007.07.08 | サンダウン         | エクリプスS            | G1 | 芝10f7y | 3着  | J.ヘファーナン | 1 1/2馬身 | (Notnowcato)     |
| 2007.09.09 | ロンシャン         | ムーランドロンシャン賞 | G1 | 芝1600m | 3着  | K.ファロン     | 3馬身     | (Darjina)        |
| 2007.10.27 | モンマスパーク     | BCクラシック           | G1 | D10f    | 中止 | M.キネーン     |           | (Curlin)         |

## 子孫
ジョージワシントンの仔は、2008年2月4日に生まれたDate With Destiny（母Flawlessly）が唯一である。2010年にデビューし、初戦を勝ち上がった。2011年のオークストライアル（L）で3着に入っている。この馬は繁殖牝馬となっている。
ジョージワシントンを母の父に持つ馬は当然Date With Destinyの仔だけということになるが、2015年に初仔のBeautiful Morningがデビューし、フィリーズマイル（G1）5着、フィリーズトライアルS（L）2着になっている。

## 血統表
| ジョージワシントンの血統（ダンジグ系 / Natalma4×4=12.50%〈父内〉、Native Dancer5.5×5=9.38%） | ジョージワシントンの血統（ダンジグ系 / Natalma4×4=12.50%〈父内〉、Native Dancer5.5×5=9.38%） | ジョージワシントンの血統（ダンジグ系 / Natalma4×4=12.50%〈父内〉、Native Dancer5.5×5=9.38%） | （血統表の出典） | （血統表の出典） |
| 父 *デインヒル Danehill 1986 鹿毛                                                            | 父の父Danzig 1977 鹿毛                                                                       | Northern Dancer                                                                              | Nearctic         | Nearctic         |
| 父 *デインヒル Danehill 1986 鹿毛                                                            | 父の父Danzig 1977 鹿毛                                                                       | Northern Dancer                                                                              | Natalma          |                  |
| 父 *デインヒル Danehill 1986 鹿毛                                                            | 父の父Danzig 1977 鹿毛                                                                       | Pas De Nom                                                                                   | Admiral's Voyage | Admiral's Voyage |
| 父 *デインヒル Danehill 1986 鹿毛                                                            | 父の父Danzig 1977 鹿毛                                                                       | Pas De Nom                                                                                   | Petitioner (USA) |                  |
| 父 *デインヒル Danehill 1986 鹿毛                                                            | 父の母Razy Ana 1981 鹿毛                                                                     | His Majesty                                                                                  | Ribot            | Ribot            |
| 父 *デインヒル Danehill 1986 鹿毛                                                            | 父の母Razy Ana 1981 鹿毛                                                                     | His Majesty                                                                                  | Flower Bowl      |                  |
| 父 *デインヒル Danehill 1986 鹿毛                                                            | 父の母Razy Ana 1981 鹿毛                                                                     | Spring Adieu                                                                                 | Buckpasser       | Buckpasser       |
| 父 *デインヒル Danehill 1986 鹿毛                                                            | 父の母Razy Ana 1981 鹿毛                                                                     | Spring Adieu                                                                                 | Natalma          |                  |
| 母 Bordighera 1992 栗毛                                                                      | 母の父Alysheba 1984 鹿毛                                                                     | Alydar                                                                                       | Raise A Native   | Raise A Native   |
| 母 Bordighera 1992 栗毛                                                                      | 母の父Alysheba 1984 鹿毛                                                                     | Alydar                                                                                       | Sweet Tooth      |                  |
| 母 Bordighera 1992 栗毛                                                                      | 母の父Alysheba 1984 鹿毛                                                                     | Bel Sheba                                                                                    | Lt. Stevens      | Lt. Stevens      |
| 母 Bordighera 1992 栗毛                                                                      | 母の父Alysheba 1984 鹿毛                                                                     | Bel Sheba                                                                                    | Belthazar        |                  |
| 母 Bordighera 1992 栗毛                                                                      | 母の母Blue Tip 1982 鹿毛                                                                     | Tip Moss                                                                                     | Luthier          | Luthier          |
| 母 Bordighera 1992 栗毛                                                                      | 母の母Blue Tip 1982 鹿毛                                                                     | Tip Moss                                                                                     | Top Twig         |                  |
| 母 Bordighera 1992 栗毛                                                                      | 母の母Blue Tip 1982 鹿毛                                                                     | As Blue                                                                                      | Blue Tom         | Blue Tom         |
| 母 Bordighera 1992 栗毛                                                                      | 母の母Blue Tip 1982 鹿毛                                                                     | As Blue                                                                                      | As Well F-No.5-g |                  |

### 血統背景
半兄のグランデラは2002年のワールドシリーズ・レーシング・チャンピオンシップ王者。